# Liste de militants écologistes
Pour des articles plus généraux, voir Militantisme et Écologie politique.
 (juillet 2020).
Un militant écologiste est une personne qui s'intéresse à et/ou défend sa vision de la protection de l'environnement issue du mouvement écologiste. Par contre, un environnementaliste peut être considéré comme un partisan des objectifs du mouvement environnemental, « un mouvement politique et éthique qui cherche à améliorer et à protéger la qualité de l'environnement naturel en modifiant les activités humaines nuisibles à l'environnement ».

## Écologistes notables

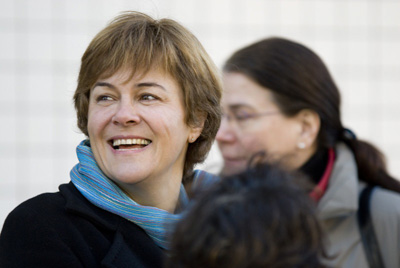
Dominique Voynet en 2008.

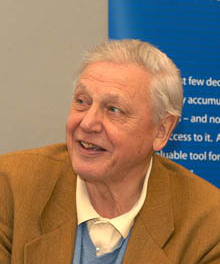
Sir David Attenborough en 2003.

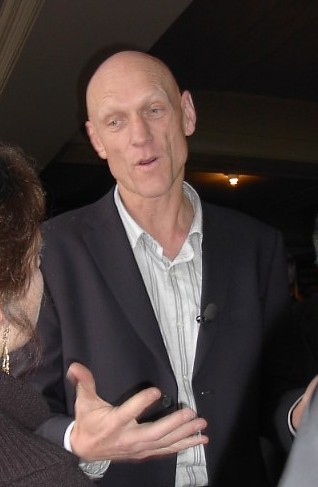
Peter Garrett en campagne pour les élections fédérales australiennes de 2004.

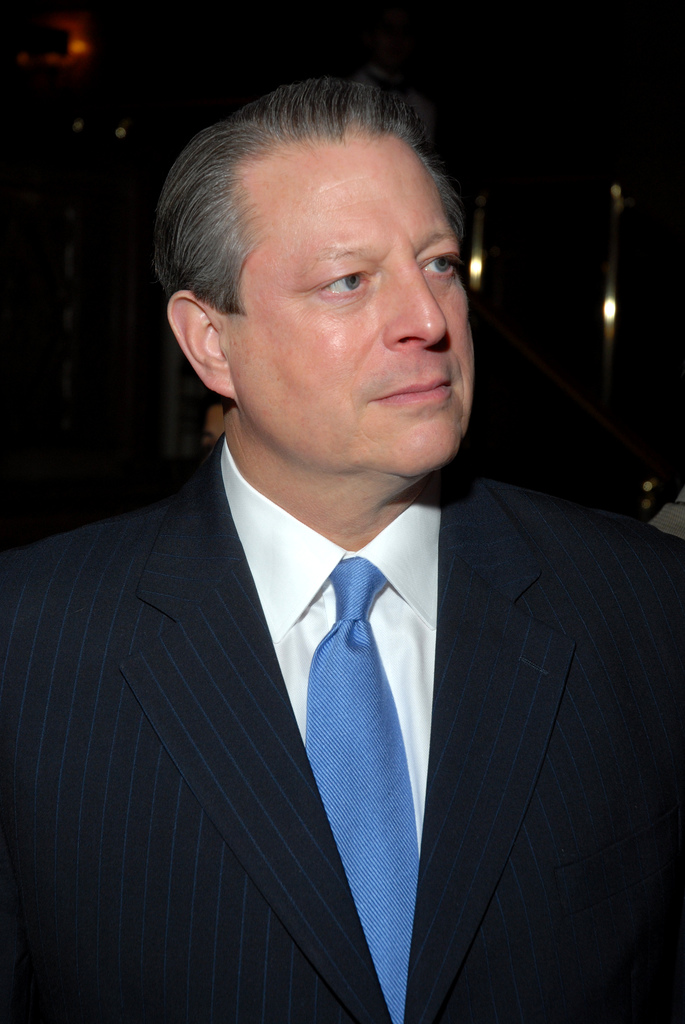
Al Gore en 2007.

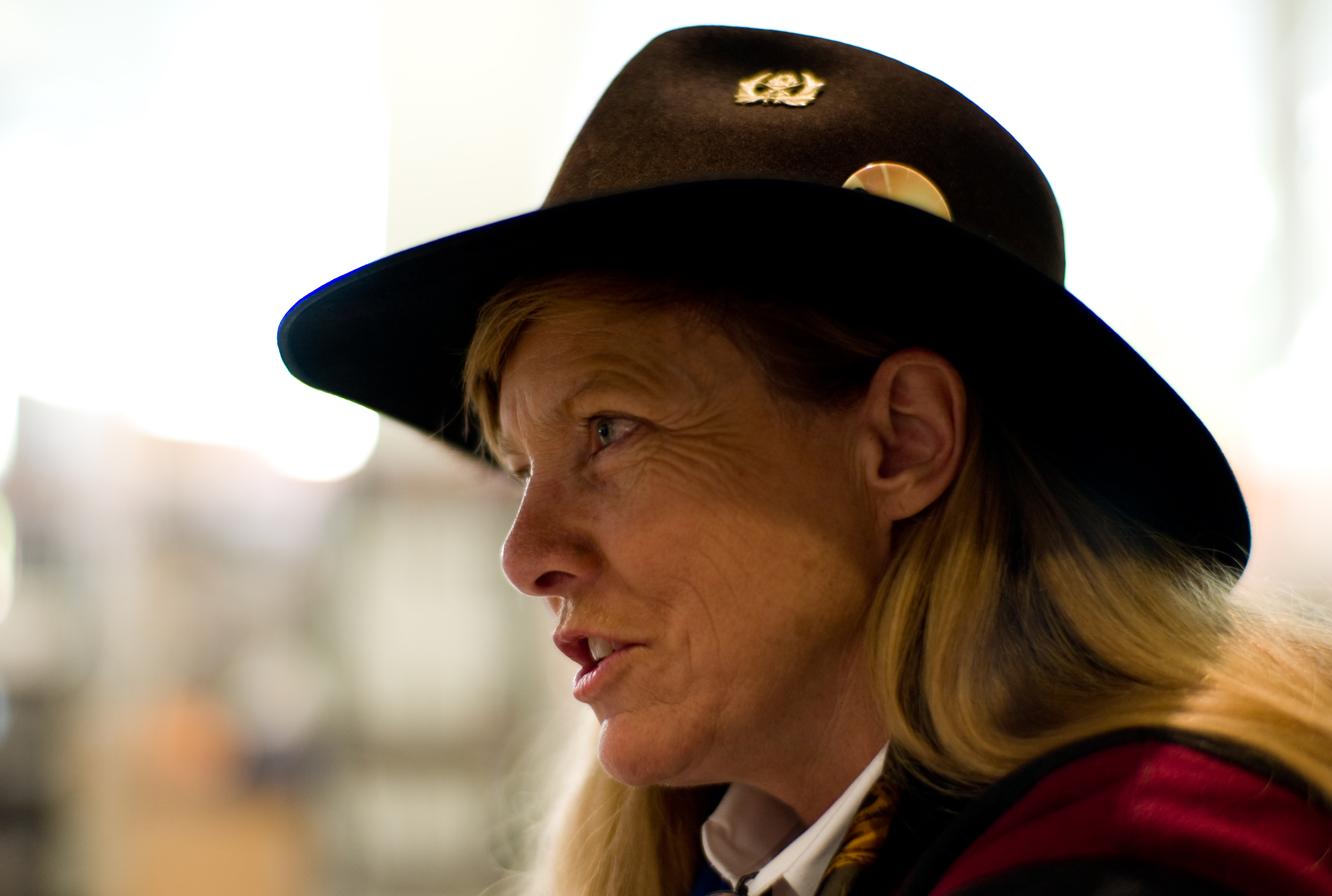
Hunter Lovins en 2007.

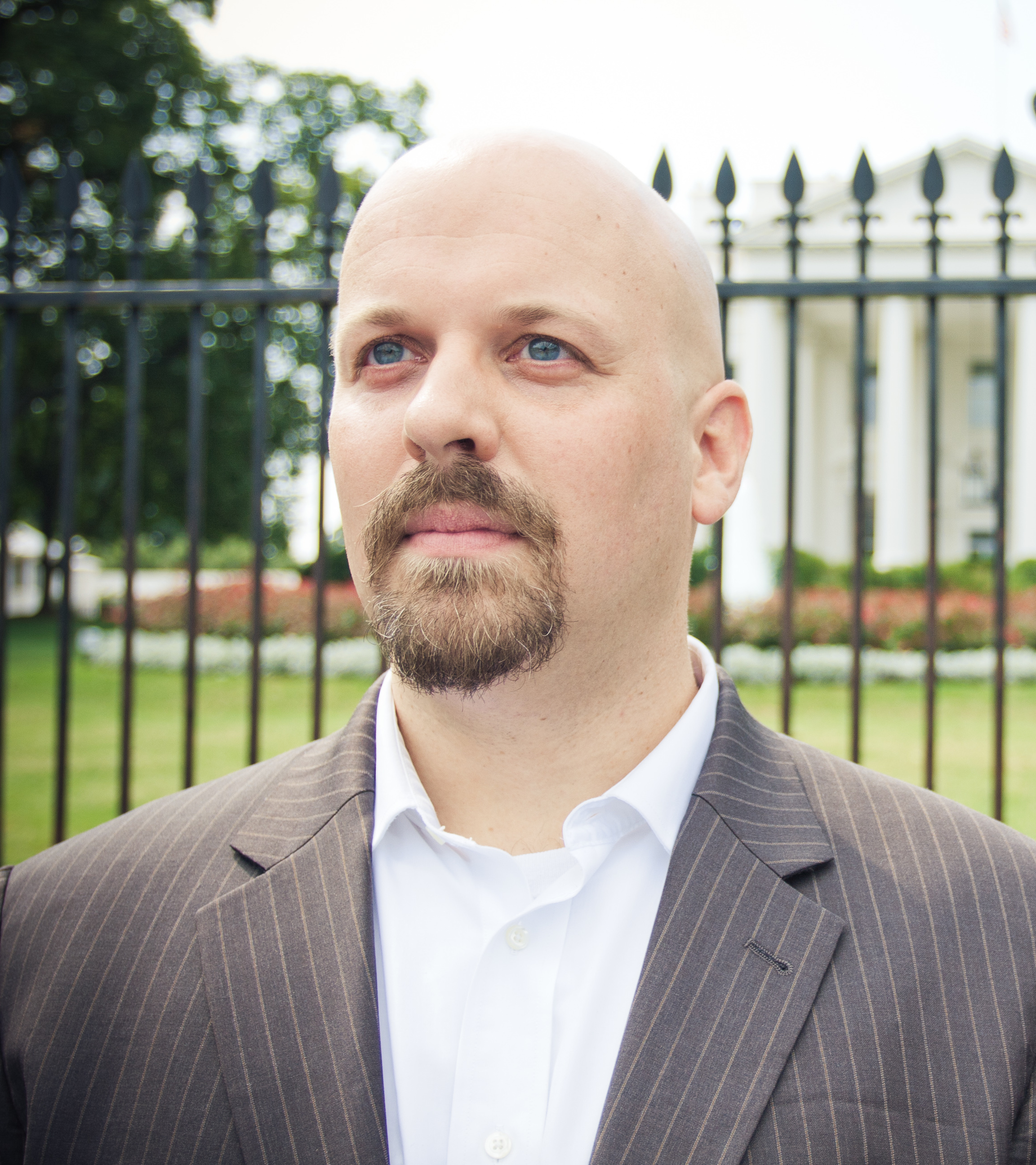
Phil Radford en 2011.

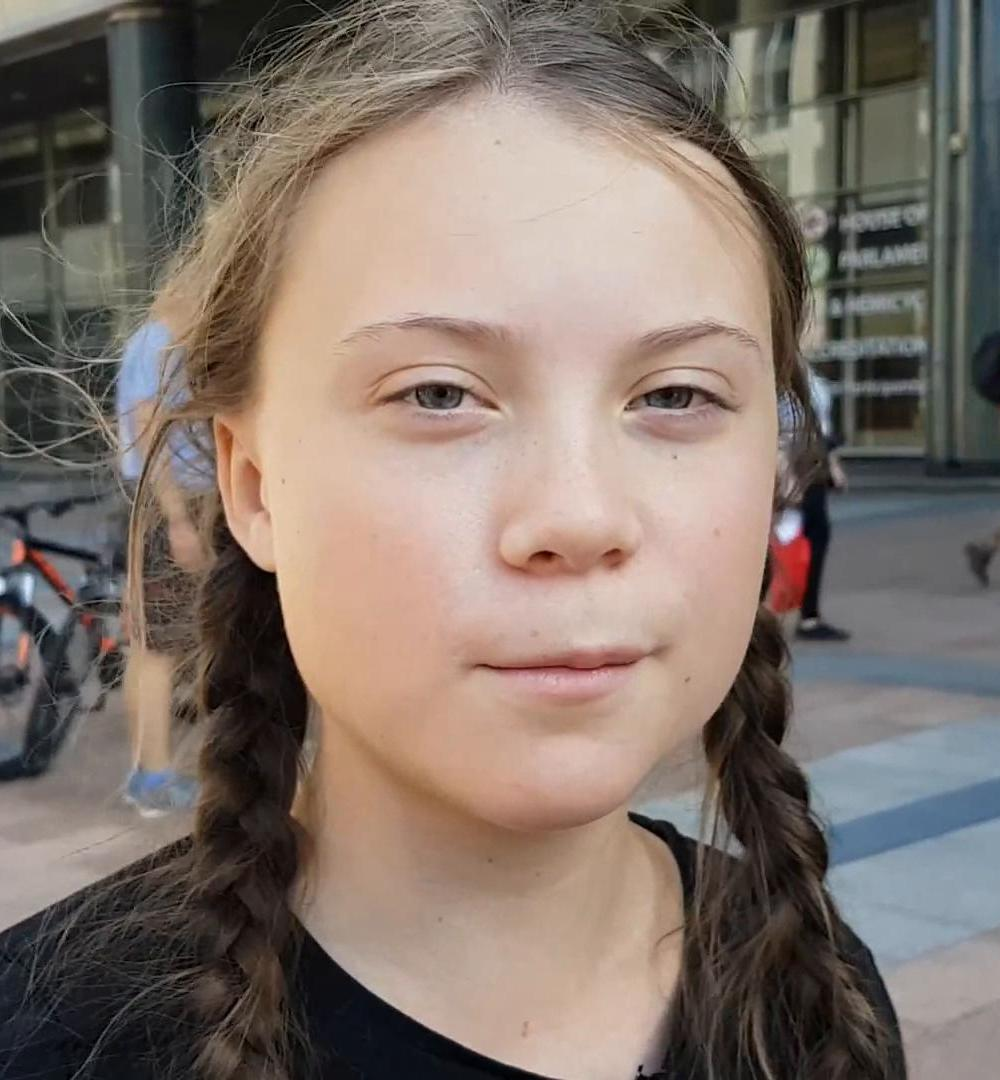
Greta Thunberg en 2018.

Certains des environnementalistes notables qui ont été actifs dans le lobbying pour la protection et la conservation de l'environnement comprennent :
- Edward Abbey (écrivain, activiste, philosophe)
- Ansel Adams (photographe, écrivain, activiste)
- Bayarjargal Agvaantseren (conservationniste Mongol)
- Zuhal Atmar (entrepreneuse afghane)[2]
- Qazi Kholiquzzaman Ahmad (en) (activiste environnemental et économiste du Bangladesh)
- David Attenborough (animateur, naturaliste)
- John James Audubon (naturaliste)
- Sundarlal Bahuguna (environnementaliste)
- Patriarch Bartholomew I (prêtre)
- David Bellamy (botaniste)
- Ng Cho-nam (environnementaliste à Hong Kong et Professeur associé de Géographie à l'Université de Hong Kong)
- Wendell Berry (fermier, philosophe)
- Chandi Prasad Bhatt (environnementaliste gandhien)
- Murray Bookchin (anarchiste, philosophe, écologiste social)
- Wendy Bowman (Activiste écologiste australienne)
- Stewart Brand (écrivain, fondateur du Whole Earth Catalog)
- David Brower (écrivain, activiste)
- Lester Brown (environnementaliste)
- Kevin Buzzacott (activiste autochtone)
- Michelle Dilhara (actrice)
- Helen Caldicott (médecin)
- Joan Carling (défenseure philippin des droits humains)
- Rachel Carson (biologiste, écrivain)
- Charles III[réf. nécessaire]
- Chevy Chase (comédien)
- Barry Commoner (biologiste, homme politique)
- Jacques-Yves Cousteau (explorateur, écologiste)
- John Denver (musicien)
- Leonardo DiCaprio (acteur)
- Rolf Disch (environnementaliste et pionnier de l'énergie solaire)
- René Dubos (microbiologiste)
- Paul R. Ehrlich (biologiste de la population)
- Hans-Josef Fell (membre de Alliance 90 / Les Verts)
- Jane Fonda (actrice)
- Mizuho Fukushima (homme politique, activiste)
- Rolf Gardiner (revivaliste rural)
- Peter Garrett (musicien, homme politique)
- Al Gore (homme politique, ancien vice-président des États-Unis)
- Tom Hanks (acteur)
- James Hansen (scientifique)
- Denis Hayes (environnementaliste et défenseur de l'énergie solaire)
- Daniel Hooper, AKA Swampy (activiste environnemental)
- Nicolas Hulot (journaliste et écrivain)
- Tetsunari Iida (défenseur de l'énergie durable)
- Jean-Marc Jancovici (ingénieur et entrepreneur)
- Jorian Jenks (agriculteur anglais)
- Naomi Klein (écrivain, activiste)
- Winona LaDuke (environnementaliste)
- A. Carl Leopold (physiologiste des plantes)
- Aldo Leopold (écologiste)
- Charles Lindbergh (aviateur)
- James Lovelock (scientifique)
- Amory Lovins (analyste des politiques énergétiques)
- Hunter Lovins (environnementaliste)
- Caroline Lucas (femme politique)
- Mark Lynas (journaliste, activiste)
- Kaveh Madani (scientifique, activiste)
- Xiuhtezcatl Martinez (activiste)
- Peter Max (designer graphique)
- Michael McCarthy (naturaliste, journaliste, chroniqueur et auteur)
- Bill McKibben (écrivain, activiste)
- David McTaggart (activiste)
- Mahesh Chandra Mehta (avocat, environnementaliste)
- Chico Mendes (activiste)
- George Monbiot (journaliste)
- John Muir (naturalist, activiste)
- Luke Mullen (acteur, cinéaste, environnementaliste/activiste)
- Hilda Murrell (botaniste, activiste)
- Ralph Nader (activiste)
- Gaylord Nelson (homme politique)
- Fikile Ntshangase, Sud-africaine
- Eugene Pandala (architecte, environnementaliste, conservateur du patrimoine naturel et culturel)
- Medha Patkar (activiste)
- Alan Pears (Conseiller en environnement et Pionnier de l'efficacité énergétique)
- River Phoenix (acteur, musicien, activiste)
- Jonathon Porritt (homme politique)
- Phil Radford (défenseur de l'environnement, de l'énergie propre et de la démocratie, Directeur exécutif de Greenpeace)
- Bonnie Raitt (musicien)
- Yasmin Rasyid (militante pour la recherche sur le développement durable et pour une meilleure gestion des déchets)
- Matthew Richardson (auteur canadien)
- Theodore Roosevelt (ancien Président des États-Unis)[3]
- Ken Saro-Wiwa (écrivain, producteur de télévision, activiste)
- E. F. Schumacher (auteur de Small Is Beautiful)
- Shimon Schwarzschild (écrivain, activiste)
- Vandana Shiva (activiste environnemental)
- Gary Snyder (poète)
- Jill Stein (candidat présidentiel)
- Swami Sundaranand (yogi, photographe, auteur et alpiniste)
- David Suzuki (scientifique, animateur)
- Candice Swanepoel (mannequin)
- Shōzō Tanaka (homme politique et activiste)
- Henry David Thoreau (écrivain, philosophe)
- Greta Thunberg (activiste)
- Emmanuel Niyoyabikoze(sage femme, activiste environnemental, fondateur de Greening Burundi)
- J. R. R. Tolkien (écrivain)
- Jo Valentine (homme politique et activiste)
- Dominique Voynet (femme politique et environnementaliste)
- Harvey Wasserman (journaliste, activiste)
- Paul Watson (activiste et conférencier)
- Robert K. Watson (défenseur de l'environnement, fondateur de Leadership in Energy and Environmental Design)
- Franz Weber (environnementaliste et activiste du bien-être animal)
- Henry Williamson (naturaliste, écrivain)
- Shailene Woodley (actrice)
- Władysław Zamoyski (Propriétaire foncier polonais et dendrologue amateur)
- Madison Grant (eugéniste et naturaliste)

## Extension
Ces dernières années, il y a non seulement des écologistes pour l'environnement naturel mais aussi des écologistes pour l'environnement humain. Par exemple, les militants qui appellent à un « espace vert mental » en se débarrassant des inconvénients d'Internet, de la télévision par câble et des smartphones ont été appelés « info-environnementalistes ».